# Cambiò
Cambiò è una frazione del comune di Gambarana posta ad est del centro abitato.

## Storia
Cambiò fu una pieve della diocesi di Tortona.
Cambiò fu concesso dal re di Sardegna Vittorio Amedeo III come feudo al vescovo di Tortona Carlo Maurizio Peyretti con il titolo di principe (per sé e per i suoi successori) con lettere patenti datate 20 gennaio 1784.
Nel XIX secolo Cambiò, che era un comune, subì una parziale distruzione da parte del Po, che costrinse a spostare l'abitato più a nord, tanto che la cascina Palazzo era in precedenza al limite nord dell'abitato, mentre ora si trova all'estremità meridionale; il paese prese quindi il nome di Cambiò Nuovo (CC B464), e nel 1867 il comune fu soppresso e unito a Gambarana. In precedenza (1800) la zona del comune di Cambiò che era col tempo rimasta a sud del Po fu staccata e costituì il nuovo comune di Alluvioni Cambiò, aggregato alla provincia di Alessandria.